# Lasiocereus rupicola
Lasiocereus rupicola ist eine Pflanzenart in der Gattung Lasiocereus aus der Familie der Kakteengewächse (Cactaceae). Das Artepitheton rupicola leitet sich von den lateinischen Worten rupes für ‚Felsen‘ oder ‚Klippe‘ und -cola für ‚bewohnend‘ ab und verweist auf das Vorkommen der Art zwischen Felsen.

## Beschreibung
Lasiocereus rupicola wächst baumförmig mit weit ausgebreiteten dunkelgrünen Trieben und erreicht Wuchshöhen von 3 bis 4 Metern. Die Triebe weisen Durchmesser von 4,5 bis 7 Zentimeter auf. Die 18 bis 21 Rippen sind 5 bis 7 Millimeter hoch, bis 7 Millimeter breit und deutlich in Höcker gegliedert. Die Areolen sind mit weißlicher Wolle besetzt. Blühfähige Areolen sind groß, kreisrund und tragen orangefarbene bis goldbraune Wolle. Die anfangs hellgelben Dornen vergrauen später. Die etwa 6 Mitteldornen, von denen ein bis zwei kräftiger sind, werden 1 bis 3 Zentimeter lang. Die etwa 20 nadeligen, abstehenden Randdornen besitzen Längen zwischen 5 und 10 Millimetern.
Die Blüten sind bis 5 Zentimeter lang. Die kugelförmigen Früchte besitzen Durchmesser von bis 2,5 Zentimetern.

## Verbreitung, Systematik und Gefährdung
Lasiocereus rupicola ist im Norden Perus in der Region Cajamarca bei San Marcos in Höhenlagen von 2000 bis 2600 Metern verbreitet.
Die Erstbeschreibung erfolgte 1981 durch Friedrich Ritter.
In der Roten Liste gefährdeter Arten der IUCN wird die Art als „Least Concern (LC)“, d. h. als nicht gefährdet geführt.

## Nachweise